# Wilhelm Krampe (Turner)
Wilhelm Krampe (* 6. Mai 1842 in Berlin; † nicht ermittelt) war ein deutscher Turner und Turnpädagoge.

## Leben und Werk
Nach dem Schulbesuch studierte er Philologie und Philosophie, wurde nach der bestandenen Staatsprüfung Erzieher, später Lehrer und einer besonderen Neigung folgend, Turnlehrer am Friedrich-Werderschen Gymnasium in Berlin. Ab 1876 gab er parallel auch am Französischen Gymnasium Turnunterricht. 1880 erfolgte seine Berufung als Oberturnlehrer nach Breslau. 
Seit 1865 war er Mitglied im Turnverein und dessen Vorstand. 1873 erfolgte seine Wahl zum Vorsitzenden des Berliner Turnrates. In Breslau wurde Krampe Direktor des städtischen Turnwesens.

## Schriften (Auswahl)
- Geschichte des Berliner Turnrats. 1877.
- “Das” Mädchenturnen. Ein Wort zur Anregung und Aufklärung an Eltern und Erzieher. 1881.
- Die Anfaenge des Turnens im Breslau. 1888.
- Die italienischen Humanisten und ihre Wirksamkeit für die Wiederbelebung gymnastischer Pädagogik. Breslau 1895.